# RapidShare
RapidShare (або Репідшейр) — у минулому один з найбільших файлообмінників світу. Власником сайту була німецька компанія RapidShare AG. Сервери сайти були фізично розташовані в Німеччині. Сайт існував за рахунок прибутку отриманого від продажу реклами й преміум-аккаунтів.

## Фізичні характеристики
- Сумарна ємність жорстких дисків —  приблизно 4 Пб.
- Пропускна спроможність каналів —  200 Гбіт/с.

## Файлообмінники з такою же назвою
Через популярність цього сервісу існує велика кількість файлообмінників з подібною назвою:
- rapidshare.ru[2]
- rapidshare.ro[3]